# Ensemble, c'est trop
Ne doit pas être confondu avec Ensemble, c'est tout.
Pour plus de détails, voir Fiche technique et Distribution.
Ensemble, c'est trop est un film français réalisé par Léa Fazer, sorti en 2010. Le film met en scène un jeune couple qui accueille la mère, qui vient de se séparer de son mari, qui l'a trompée.

## Synopsis
Clémentine et Sébastien, jeunes parents débordés, pris en étau entre leur travail et leurs enfants, voient Marie-France, la mère de Sébastien, s'installer chez eux. Elle a découvert que son mari, Henri, la trompait et que sa maîtresse attendait un enfant. Dévastée, elle se comporte chez son fils comme une adolescente en crise sapant l'autorité et le moral du jeune couple. La naissance du petit frère de Sébastien et l'euphorie béate que cette paternité tardive provoque chez son père, achève de brouiller les esprits et l'ordre des générations...

## Fiche technique
- Titre : Ensemble, c'est trop
- Réalisation : Léa Fazer
- Scénario : Léa Fazer
- Musique : Mike Lindsay
- Photographie : Myriam Vinocour
- Montage : Stan Collet
- Son : Pierre Excoffier
- Décors : Marie-Hélène Sulmoni
- Costumes : Charlotte David
- Production : Alain Chabat, Amandine Billot et Christine Rouxel
- Coproduction : Chez Wam, TF1 Films Production et Studiocanal
- Distribution : France : Studiocanal
- Pays de production : France
- Langue : français
- Genre : comédie
- Durée : 96 minutes
- Dates de sortie : 
  - France : 17 février 2010
  - Belgique : 3 mars 2010

## Distribution
- Nathalie Baye : Marie-France, la mère
- Pierre Arditi : Henri, le père
- Aïssa Maïga : Clémentine, la femme de Sébastien
- Jocelyn Quivrin : Sébastien, le fils de Marie-France et de Henri
- Laurent Lafitte : Hervé
- Éric Cantona : Gérard
- Olivia Côte : Charlène
- Françoise Bertin : Henriette, la grand-mère
- Émilie Chesnais : Stéphanie
- Jacques Weber : Roger, l'oncle
- Kalia Nlend : Zoé
- Eva Malonga-Navarro : Anabelle
- Yubai Zhang : la petite amie de Stéphanie
- Cécile Bouillot : la directrice de l'école
- Florence d'Azémar : l'infirmière

## Commentaires
- Dernier film, sorti à titre posthume, de Jocelyn Quivrin, mort le 15 novembre 2009, dans un accident de la circulation. Le film lui est dédié.
- Françoise Bertin, qui joue le rôle de la grand-mère, jouait également celui de Paulette, la grand-mère du personnage joué par Guillaume Canet dans Ensemble, c'est tout.